# Brevetto reale
Il brevetto reale è un decreto usato anticamente nelle monarchie per conferire gradi militari, onorificenze e prebende.

## Storia

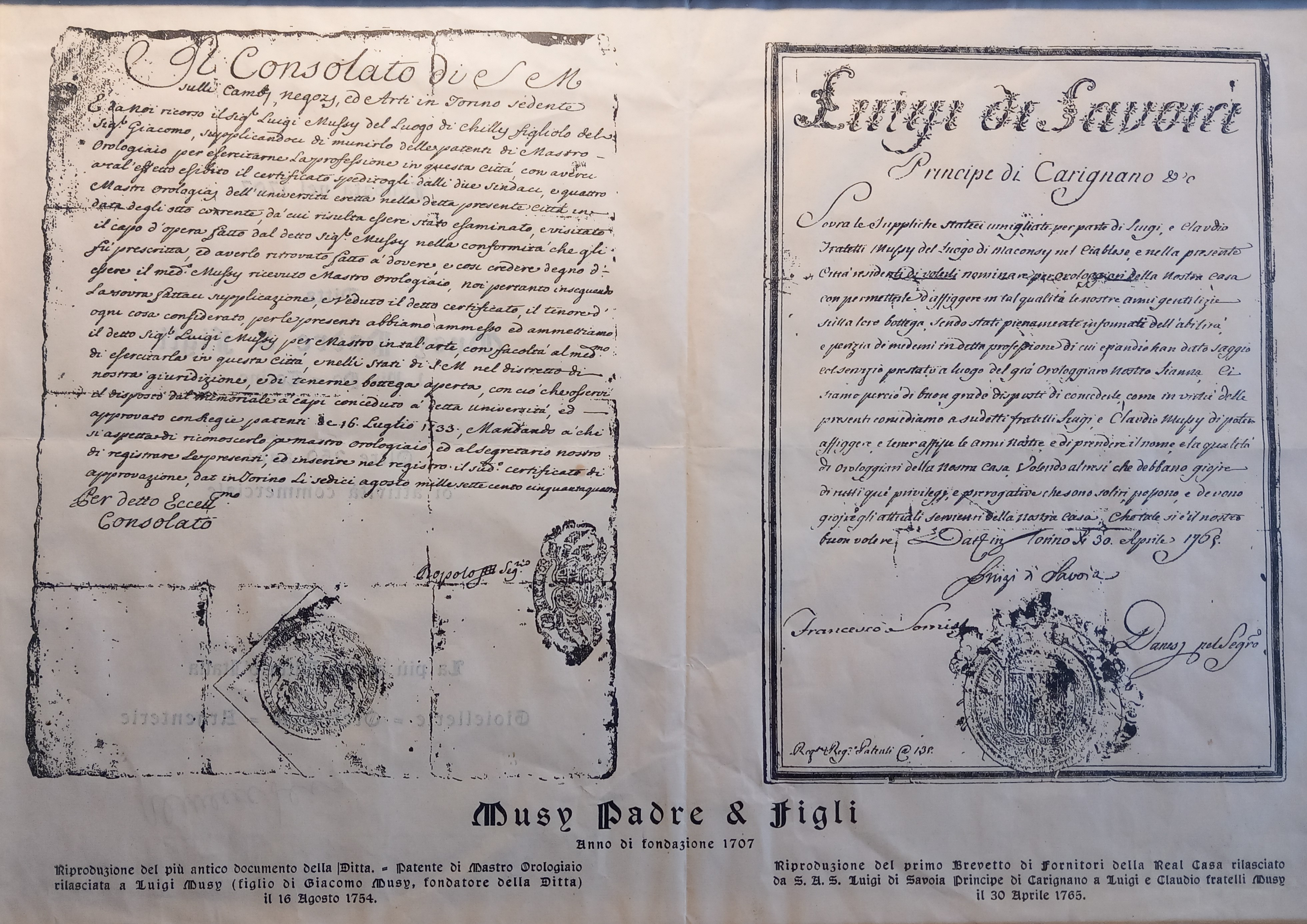
Brevetto reale emesso a favore della ditta Musy

Di questa tipologia di decreto ne esiste documentazione già nel 1633 quando Richelieu ottiene la proprietà dei terreni adiacenti all'hotel di Rambouillet a Parigi   , hotel da lui acquistato 9 anni prima par la cifra di 90 000 franchi.
A Torino, il 30 aprile 1765, Luigi di Savoia Principe di Carignano, rilascia il primo brevetto di fornitore della Real Casa ai fratelli Luigi e Claudio Musy (figli di Giacomo, fondatore della ditta nel 1707). 11 anni prima, il 16 agosto 1754, Luigi Musy riceveva la patente di Mastro Orologiaio.
In Canada, nel 1868, la Regina Vittoria concede con un brevetto reale l'arme alle province Ontario, Quebec, Nuova Scozia e Nuovo Brunswick: il medesimo brevetto autorizza quest'arme ad essere inquartata per il Gran Sigillo del Canada. Questo testo servì come base  all'arme canadese fino al 1921, arme che si trova sulla vecchia bandiera canadese.